# باشگاه فوتبال تریستیانا
باشگاه فوتبال تریستیانا  (به ایتالیایی: U.S. Triestina Calcio) باشگاه فوتبال ایتالیایی است که در شهر تریسته قرار دارد.
این باشگاه در سال ۱۹۱۸ تأسیس شده است.